# Leucosigma
Leucosigma là một chi bướm đêm thuộc họ Noctuidae.